# Nichteel San Antonio
Nichteel San Antonio es una localidad del estado mexicano de Chiapas. Es parte del municipio de San Juan Cancuc.

## Toponimia
El nombre «San Antonio» hace referencia al santo patrono de la localidad: Antonio de Padua.

## Demografía
| Gráfica de evolución demográfica |
|                                  |

| Censo | Población |
| ----- | --------- |
| 1990  | 1 371     |
| 2000  | 1 027     |
| 2010  | 1 726     |
| 2020  | 2 355     |